# Super Copa India
La Super Copa India, llamada Hero Super Cup por razones de patrocinio, es un torneo de copa a nivel de clubes que se juega en la India y que es organizado por la All India Football Federation.

## Historia
La copa fue creada el 19 de febrero de 2018 para tomar el lugar de la Copa Federación de la India, el cual era el torneo de copa principal en el país, y participan los equipos de la I-League y de la Super Liga India, las dos ligas profesionales de fútbol en el país.
En su primera edición salió campeón el Bengaluru FC que venció en la final al East Bengal con marcador de 4-1 en la final jugada a un partido en sede neutral.

## Patrocinadores
| Periodo       | Patrocinador | Nombre del torneo |
| ------------- | ------------ | ----------------- |
| 2018–presente | Hero         | Hero Super Cup    |

## Ediciones anteriores
| Temporada | Campeón    | Resultado | Finalista   | Sede            | Asistencia |
| --------- | ---------- | --------- | ----------- | --------------- | ---------- |
| 2018      | Bengaluru  | 4–1       | East Bengal | Estadio Kalinga | 9.500      |
| 2019      | Chennaiyin | 1–2       | Goa         | Estadio Kalinga | 1.500      |

## Títulos por equipo
| Club          | Títulos | Finalista | Último título | Última final perdida | Apariciones en Finales |
| ------------- | ------- | --------- | ------------- | -------------------- | ---------------------- |
| Bengaluru     | 1       | 0         | 2018          |                      | 1                      |
| Goa           | 1       | 0         | 2019          |                      | 1                      |
| East Bengal   | 0       | 1         | —             | 2018                 | 1                      |
| Chennaiyin FC | 0       | 1         | —             | 2019                 | 1                      |

## Entrenadores en las Finales
| Temporada | Entrenador campeón | Club      | Entrenador finalista | Club        |
| --------- | ------------------ | --------- | -------------------- | ----------- |
| 2018      | Albert Roca        | Bengaluru | Khalid Jamil         | East Bengal |
| 2019      | Sergio Lobera      | Goa       | John Gregory         | Chennaiyin  |